# Мбабане Шеллоуз

Старий логотип клубу

Футбольний клуб «Мбабане Шеллоуз» або просто Мбабане Шеллоуз (англ. Mbabane Swallows Football Club) — свазілендський футбольний клуб, який базується у місті Мбабане. 

## Історія
Футбольний клуб «Мбабане Шеллоуз» було засновно в 1948 році в місті Мбабане. Клуб 4 рази вигравав національний чемпіонат та 8 разів — національний кубок.
Вдалі виступи у національних турнірах дозволили «Мбабане Шеллоуз» 8 разів взяти участь в клубних континентальних змаганнях під егідою КАФ, але команда жодного разу так і не змогла подолати перший раунд будь-якого з цих турнірів.

## Досягнення
- Свазілендська МТН Прем'єр-ліга:
  -  Чемпіон (8): 1993, 2005, 2009, 2012, 2013, 2017, 2018, 2024/25
  -  Срібний призер (4): 1994, 2009/10, 2013/14, 2014/15
  -  Бронзовий призер (6): 1997, 1998/99, 1999/2000, 2000/01, 2001/02, 2002/03

- Кубок Свазіленду з футболу‎:
  -  Володар (4): 1986, 2006, 2013, 2016
  -  Фіналіст (2): 1969, 2001

- Благодійний Кубок Свазіленду:
  -  Володар (4): 1993, 1999, 2004, 2014
  -  Фіналіст (5): 1998, 2003, 2006, 2008, 2015

- Свазілендський кубок Торгової палати:
  -  Володар (3): 1997, 1999, 2007
  -  Фіналіст (4): 1999, 2001, 2003, 2005

## Статистика виступів наконтинентальних змаганнях під егідою КАФ
| Сезон | Турнір                       | Раунд      | Клуб               | Вдома | На виїзді | Загалом        |
| ----- | ---------------------------- | ---------- | ------------------ | ----- | --------- | -------------- |
| 1987  | Кубок володарів кубків КАФ   | Попередній | СОЛ                | 1-1   | 1-1       | 2-2 (3-5 пен.) |
| 1994  | Кубок африканських чемпіонів | Попередній | ЖС Сен-П'єрройс    | 2-2   | 0-4       | 2-6            |
| 1995  | Кубок КАФ                    | 1          | Малінді            | 0-2   | 0-1       | 0-3            |
| 1998  | Ліга чемпіонів КАФ           | 1          | СОЛ                | 0-2   | 1-4       | 1-6            |
| 2006  | Ліга чемпіонів КАФ           | Попередній | Орландо Пайретс    | 2-2   | 0-5       | 2-7            |
| 2010  | Ліга чемпіонів КАФ           | Попередній | Суперспорт Юнайтед | 2-2   | 1-3       | 3-5            |
| 2013  | Ліга чемпіонів КАФ           | Попередній | Занако             | 0-0   | 2-3       | 2-3            |
| 2014  | Ліга чемпіонів КАФ           | Попередній | Нкана              | 2-0   | 2-5       | 4-5            |
| 2015  | Ліга чемпіонів КАФ           | Попередній | ЗЕСКО Юнайтед      | 1-1   | 0-1       | 1-2            |
| 2016  | Ліга чемпіонів КАФ           | Попередній | АПР                | 1-0   | 1-4       | 2-4            |

## Відомі гравці
Усі гравці, які наведені у списку нижче, протягом своєї кар'єри викликалися до склау своєї національної збірної:
| - Жосіал Чакунте - Тібо Тчкая - Демба Сеньянг - Сумалія Джон Уїн - Іфеаньї Езевудо - Олаєні Фашина - Джимох Мозес - Табісо Махарала - Кінгслі Нконго | - Мфана Фузі Тарібо Бхембе - Муса Дламані - Деніс Факудзе - Мензі Гамедзе - Сіфо Гумбі - Манкоба Кунене - Сіфісо Мабіла - Мзванділе Мамба - Сіфісо Масеку - Сівіл Матсебула - Ванділе Мазібуко - Санділе Мдлову - Сіделл Мгоноді - Санділе Хамфрі Мотса - Мфануфікіле Ндзіманде | - Млунгісі Нгуабене - Бонгісва Нхлабатсі - Гкіна Жое Сімелане - Брайт Зондо - Ефрейм Мазарура - Сенфорд Нкубе |

## Відомі тренери
- Джані Сімуламбо[13]
- Н'янга ‘Крукс’ Хлофе (2013)
- Кріс Тембо (2014)[2]
- Сіябонга Бхембе[14]